# Colletes grisellus
Colletes grisellus är en biart som beskrevs av Michener 1989. Colletes grisellus ingår i släktet sidenbin, och familjen korttungebin. Inga underarter finns listade i Catalogue of Life.